# Finlande aux Jeux olympiques d'hiver de 1980
La Finlande participe aux Jeux olympiques d'hiver de 1980 à Lake Placid aux États-Unis du 13 au 24 février 1980. Il s'agit de sa treizième participation à des Jeux d'hiver.
La délégation finlandaise est composée de 52 athlètes: 44 hommes et 8 femmes.

## Liste des médaillés
| Sport                  | Discipline             | Athlète(s)                                                    |
| Médaille d'or : 1      |                        |                                                               |
| Saut à ski             | Grand tremplin hommes  | Jouko Törmänen                                                |
| Médaille d'argent : 5  |                        |                                                               |
| Ski de fond            | 5 km classique femmes  | Hilkka Riihivuori                                             |
| Ski de fond            | 15 km classique hommes | Juha Mieto                                                    |
| Ski de fond            | 10 km classique femmes | Hilkka Riihivuori                                             |
| Ski de fond            | 50 km classique hommes | Juha Mieto                                                    |
| Combiné nordique       | Individuel hommes      | Jouko Karjalainen                                             |
| Médaille de bronze : 3 |                        |                                                               |
| Ski de fond            | 10 km classique femmes | Helena Takalo                                                 |
| Ski de fond            | relais 4 ×10 km hommes | Harri Kirvesniemi Pertti Teurajärvi Matti Pitkänen Juha Mieto |
| Saut à ski             | Grand tremplin hommes  | Jari Puikkonen                                                |

| Sport            | Médaille d'or, Jeux olympiques | Médaille d'argent, Jeux olympiques | Médaille de bronze, Jeux olympiques | Total |
| ---------------- | ------------------------------ | ---------------------------------- | ----------------------------------- | ----- |
| Saut à ski       | 1                              | 0                                  | 1                                   | 2     |
| Ski de fond      | 0                              | 4                                  | 2                                   | 6     |
| Combiné nordique | 0                              | 1                                  | 0                                   | 1     |
| Total            | 1                              | 5                                  | 3                                   | 9     |